# Duncan Grant (remero)
Duncan Grant (7 de febrero de 1980) es un deportista neozelandés que compitió en remo. Ganó cinco medallas en el Campeonato Mundial de Remo entre los años 2006 y 2011.

## Palmarés internacional
| Campeonato Mundial | Campeonato Mundial   | Campeonato Mundial | Campeonato Mundial      |
| Año                | Lugar                | Medalla            | Prueba                  |
| ------------------ | -------------------- | ------------------ | ----------------------- |
| 2006               | Eton (Reino Unido)   | Medalla de bronce  | Scull individual ligero |
| 2007               | Múnich (Alemania)    | Medalla de oro     | Scull individual ligero |
| 2008               | Ottensheim (Austria) | Medalla de oro     | Scull individual ligero |
| 2009               | Poznań (Polonia)     | Medalla de oro     | Scull individual ligero |
| 2011               | Bled (Eslovenia)     | Medalla de bronce  | Scull individual ligero |